# Dibiyapur
Dibiyapur là một thị xã và là một nagar panchayat của quận Auraiya thuộc bang Uttar Pradesh, Ấn Độ.

## Nhân khẩu
Theo điều tra dân số năm 2001 của Ấn Độ, Dibiyapur có dân số 20.602 người. Phái nam chiếm 53% tổng số dân và phái nữ chiếm 47%. Dibiyapur có tỷ lệ 76% biết đọc biết viết, cao hơn tỷ lệ trung bình toàn quốc là 59,5%: tỷ lệ cho phái nam là 80%, và tỷ lệ cho phái nữ là 72%. Tại Dibiyapur, 14% dân số nhỏ hơn 6 tuổi.